# Неумиха
Неумиха или Наумиха (укр. Неумиха) — правый приток реки Кривой Торец, расположенный на территории Торецкой общины, Константиновского района и Константиновского горсовета (Донецкая область, Украина).

## География
Длина — 15 км. Площадь бассейна — 151 км². Долина корытообразная. Русло в верхнем течении — маловодное и пересыхает. В нижнем течении создан каскад прудов. Возле села Озаряновка река пересекает подземный участок канала Северский Донец — Донбасс.
Берёт начало в селе Озаряновка. Река течёт на запад с северным уклоном. Впадает в Кривой Торец (на 30-м км от её устья) в юго-восточной периферийной части города Константиновка.
Притоки: (от истока к устью) 
1. Баламутка/Балмутка л
2. балка Каменоватая  л
3. безымянные балки и ручьи

Населённые пункты  (от истока к устью):
Торецкий городской совет
1. Озаряновка[3]

Константиновский район
1. Белая Гора
2. Александро-Шультино

Константиновский городской совет
1. Константиновка